# Alfred Kantor
Alfred Kantor (ur. 7 listopada 1923 w Pradze, zm. 16 stycznia 2003 w Yarmouth, Maine, USA) – czeski artysta pochodzenia żydowskiego.
Autor szkiców i akwarel obrazujących życie codzienne w obozach koncentracyjnych Theresienstadt, Auschwitz-Birkenau i Schwarzheide. 127 obrazów i szkiców z życia obozu koncentracyjnego zostało opublikowanych w 1971 r. w Nowym Jorku przez McGraw-Hill jako „The Book of Alfred Kantor” z przedmową Johna Wykerta. Większość prac wykonywanych w obozach autor niszczył bojąc się, by nie odkryli ich naziści – książka zawiera więc obok kilku przemyconych szkiców wiele obrazów z pamięci, które Alfred Kantor tworzył wciąż po zakończeniu wojny.
Jako student jednej z praskich szkół sztuk pięknych został deportowany do niemieckiego obozu koncentracyjnego w Terezinie 1 grudnia 1941 i pozostał w nim do końca 1943, po czym trafił do Auschwitz-Birkenau. Później w 1944 został wysłany z innymi więźniami do pracy w Schwarzheide, niedaleko Drezna. Tam kontynuował swą rysunkową „kronikę”, pomimo wyczerpującego 12-godzinnego dnia pracy.
Kantor rysował nocami, „dokumentował” wszystko co widział, pomagało mu to psychicznie przetrwać niewolę. Wolne od sentymentalizmu i nienawiści szkice pokazują codzienny koszmar obozu: nagie kobiety sortowane na te, które żyją i te, które umierają; więźniów ładujących zwłoki z komór gazowych do samochodów ciężarowych, kobietę w śniegu, która popełniła samobójstwo dotykając drutu wysokiego napięcia okalającego Auschwitz, dym nad krematorium, naczelnego doktora Josefa Mengele.
W 1947 wraz z żoną Inge dostał się do Stanów Zjednoczonych i tu spędził resztę życia zajmując się grafiką reklamową w jednej z nowojorskich agencji. Przeżyli go żona, syn Jerry, córka Monica Churchill i trzech wnuków. Zmarł po długiej chorobie Parkinsona w wieku 79 lat.